# カラーユニバーサルデザイン
カラーユニバーサルデザイン（英: color universal design, CUD）とは、色の見え方が一般と異なる（先天的な色覚異常、白内障、緑内障など） 人にも情報がきちんと伝わるよう、色使いに配慮したユニバーサルデザイン。
これは「NPO法人カラーユニバーサルデザイン機構（CUDO〈クドー〉）」が作った名称であり、一般名称としてはカラーバリアフリーや色そのものを指してユニバーサルデザインカラーという呼び方も使われている。なお、類似の概念・名称として「すべての人が快適に暮らせる色」をコンセプトに、一般社団法人日本ユニバーサルカラー協会が提唱し商標登録（第5386064号、2011年3月1日）している「ユニバーサルカラー」が存在する。

## 概説
先天色覚異常の人々は、日本全体では300万人以上、世界では2億人もいるとされている。
日本ではかつて色覚異常を理由とする大学入学制限・就職制限が厳しく行われていたが、現在ではそれらの制限は限られたものになっている。
一方で、コンピュータの技術躍進でカラー化が進み、テレビにおける津波警報、天気予報図、選挙特番の画面スーパーなどでは色分け表示が多用され始めていたが、色覚異常を持つ人への配慮はなされていなかった。

## CUDOの発足
2001年夏、伊藤啓（当時：国立基礎生物学研究所）と岡部正隆（当時：国立遺伝学研究所）が、科学者を対象に「色覚バリアフリー/カラーユニバーサルデザイン」の啓発活動を開始。
自身も色弱者である伊藤啓が学会などで、「緑と赤ではなく、緑とマゼンタを使って蛍光顕微鏡の写真を提示してほしい」と主張したことが、活動の1つの発端であった。
そして3年後の2004年10月8日、「NPO法人カラーユニバーサルデザイン機構 (CUDO)」の設立となった。
「カラーユニバーサルデザイン認証」に適合したとされる商品（後述参照）などには、認定機構であるCUDOから認定マークが与えられる。

## 3つのポイント
- 出来るだけ多くの人に見分けやすい配色を選ぶ。
- 色を見分けにくい人にも情報が伝わるようにする。
- 色の名前を用いたコミュニケーションを可能にする。

※ 2011年5月26日にCUDOが提唱した「カラーユニバーサルデザインの3つのポイント」

## 具体的な対応例
「人間の眼は、明るさを対数的に感じる特質がある」という指摘がある。そのため、複数の色を並べる際は、明度の値を等差数列（例：10、20、30、40%…）でなく、等比数列（例：10、10√2(＝約14.1)、20、20√2(＝約28.2)%…）で指定することを、推奨する動きもある。
また、「模様・形」でも区分したり、「実線・破線」に分けたり、一方には「カッコ」を付けるなど、色調の違いのみに依存しないための工夫をしている教科書メーカーもある。
「カラーユニバーサルデザイン認証」を受けた一例
- 星和電機 「バリアフリーLED'S」[10]
色弱者も区別できるよう開発した3色（青／緑／橙）のLED（発光ダイオード）。
- 日本理化学工業  「ダストレスeyeチョーク」
明度・彩度にそれぞれ差をつけた4色（朱赤／黄／青／緑）を使用し、特に色覚特性を持つ人にも従来品より色の識別がしやすくしたカラーチョークのセット[11]。
- コクヨ  「グリーンレーザー」（レーザーポインター）
人間の視感度の最大値555nmに近い緑色レーザー光の波長（532nm）を実現し、従来の赤色レーザー光（635nm・650nm）の約8倍明るく視認が可能[12]。
- キョクトウ・アソシエイツ  「キョクトウのかんがえる学習帳」（学習帳）
低学年にはいきいきした表現をみせる愛らしい動物たち、高学年にはダイナミックな自然のすばらしさを表現したデザインとし、全ての子どもたちにしっかりと科目が判別できる配色のノート。[13]。
- 日立オムロンターミナルソリューションズ  「現金自動預払機ATM  AKe-S」（ATM）
ユニバーサルデザインのきめ細かい配慮と工夫により、使い易さをさらに向上させた現金自動預払機[14]。
- ケアコム  「NICSS-R8」（ナースコールシステム）
看護士や医師にとって、患者様の状態がいつでも理解できる様に「情報の見える化」を取り入れた製品。病院という環境において重要な「安心感」のあるカラーイメージに対応し、医療従事者が色弱者であっても情報を受取ることが出来るナースコールシステム[15]。
- 富士フイルムビジネスイノベーション  「カラー、モノクロの複合機」（複合機 MFP）
ほぼ全てのカラー、モノクロの複合機とソフトウェア商品にて、できるだけすべての人に情報が正しく伝わるように考えられた色彩の視覚情報を利用してつくられている[16]。
- コニカミノルタ  「bizhub（ビズハブ）C650/550」（複合機 MFP）
2007年発売のデジタルカラー複合機「bizhub（ビズハブ）C650/550」以降ほぼ全てのラインアップにて、GUIや内部の操作部他色の使用している部分全てに配慮した製品に取り組んでいる[17]。
- 千寿製薬 ウェブサイト
マウスオーバー時のコントラストを強調、図表には解説をつけ色のみに依存しない等[18]。

ウェブサイト
- 東京都文京区の公式ウェブサイト[19]
標準配色のほか、ハイコントラストの色合い（3パターンを用意）に簡単に切り替えることが可能。

鉄道会社などの公共機関
時刻表や路線図等に「色覚バリアフリー」を導入し始めている。
例：複数の色を用いた掲示では、以下の順に色を用いるなど。
1. 黒
2. オレンジに近い赤（濃い赤だと黒と混同）
3. 明るめの青（濃い青は黒と混同）
4. 青みの強い緑（一般的な緑と赤の混同の回避）

JIS安全色
JIS規格によって定められたJIS安全色が2018年4月、カラーユニバーサルデザインを取り入れたものに13年ぶりに改正された。
災害に対する注意警戒情報
各放送局（NHKおよび民放各局）における津波警報表示色の統一基準を2011年に策定する際や気象庁のウェブサイトにおける気象情報（注意・警戒レベル）などの配色を2012年に統一する際、大雨等5段階警戒レベル（2019年導入）の配色を2020年に定める際に、カラーユニバーサルデザインが取り入れられている。
コンピュータゲームにおける色調設定
- ニンテンドーDS Liteでは電池の残量を示すランプの色が黄緑と赤だったのに対し、ニンテンドーDSiでは青と赤に変更されている[28]。
- 『パズル&ドラゴンズ』ではオプションから色覚サポートモードを設定できる[28]。色覚サポート機能は2014年1月23日のアップデートにおいて追加された[29]。
- Nintendo Switch版『ぷよぷよ通』では、開発の段階から多様な色の見え方に配慮する方針が取られており、ぷよごとに色味を調節できるほか、背景の明度だけを下げることも可能である[30]。また、色だけでなく、形状でぷよの種類を判別できるようにデザインされている[30]。さらに、オンラインマニュアルにおいてもカラーユニバーサルデザインの概念が取り入れられている。

## CUD推奨配色セット第3版全20色
出典
- JPMA（日本塗料工業会 色票値）列の*は、2011年F版で新たに収録された色
- A＝アクセントカラー（9）、b=ベースカラー（7）、代＝代替色（2）、無＝無彩色（4）

|     | 色名         |         | 色相  | R   | G   | B   | CMYK                | JPMA     | マンセル    |
| --- | ------------ | ------- | ----- | --- | --- | --- | ------------------- | -------- | ----------- |
| A1  | 赤           | #ff2800 | 9.4   | 255 | 40  | 0   | 0,75,95,0 0,75,90,0 | F08-50V* | 8.75R 5/12  |
| A2  | 黄色         | #faf500 | 58.8  | 250 | 245 | 0   | 0,0,100,0           | F27-85V* | 7.5Y 8.5/12 |
| A3  | 緑           | #35a16b | 150   | 53  | 161 | 107 | 75,0,65,0           | F47-60T* | 7.5G 6/10   |
| A4  | 青           | #0041ff | 224.7 | 0   | 65  | 255 | 100,45,0,0          | F77-40V  | 7.5PB 4/12  |
| A5  | 空色         | #66ccff | 200   | 102 | 204 | 255 | 55,0,0,0            | F69-70P* | 10B 7/8     |
| A6  | ピンク       | #ff99a0 | 355.9 | 255 | 153 | 160 | 0,55,35,0           | F02-70T  | 2.5R 7/10   |
| A7  | オレンジ     | #ff9900 | 36    | 255 | 153 | 0   | 0,45,100,0          | F15-65X  | 5YR 6.5/14  |
| A8  | 紫           | #9a0079 | 312.9 | 154 | 0   | 121 | 30,95,0,0           | F89-40T  | 10P 4/10    |
| A9  | 茶           | #663300 | 30    | 102 | 51  | 0   | 55,90,100,0         | F09-30L  | 10R 3/6     |
| b1  | 明るいピンク | #ffd1d1 | 0     | 255 | 209 | 209 | 0,25,15,0           | F05-80L  | 5R 8/6      |
| b2  | クリーム     | #ffff99 | 60    | 255 | 255 | 153 | 0,0,40,0            | F25-90H* | 5Y 9/4      |
| b3  | 明るい黄緑   | #cbf266 | 76.7  | 203 | 242 | 102 | 25,0,80,0           | F32-80P  | 2.5GY 8/8   |
| b4  | 明るい空色   | #b4ebfa | 192.9 | 180 | 235 | 250 | 30,0,0,0            | F69-80H  | 10B 8/4     |
| b5  | ベージュ     | #edc58f | 34.5  | 237 | 197 | 143 | 0,25,45,0           | F19-75L  | 10YR 7.5/6  |
| b6  | 明るい緑     | #87e7b0 | 145.6 | 135 | 231 | 176 | 45,0,45,0           | F42-70H  | 2.5G 7/4    |
| b7  | 明るい紫     | #c7b2de | 268.6 | 199 | 178 | 222 | 25,30,0,0           | F82-70H* | 2.5P 7/4    |
| 代1 | 代替黄       | ×       | ×     | ×   | ×   | ×   | ×                   | E27-90P  | 7.5Y 9/8    |
| 代2 | 代替緑       | ×       | ×     | ×   | ×   | ×   | ×                   | E45-60L  | 5G 6/6      |
| 無1 | 白           | #ffffff | 0     | 255 | 255 | 255 | 0,0,0,0             | EN93     | N 9.3       |
| 無2 | 明るいグレー | #c8c8cb | 240   | 200 | 200 | 203 | 15,10,10,0          | F75-80B  | 5PB 8/1     |
| 無3 | グレー       | #7f878f | 210   | 127 | 135 | 143 | 18,10,0,55          | F75-50D  | 5PB 5/2     |
| 無4 | 黒           | #000000 | 0     | 0   | 0   | 0   | 50,50,50,100        | EN-15    | N 1.5       |